# گوفردو پاریسه

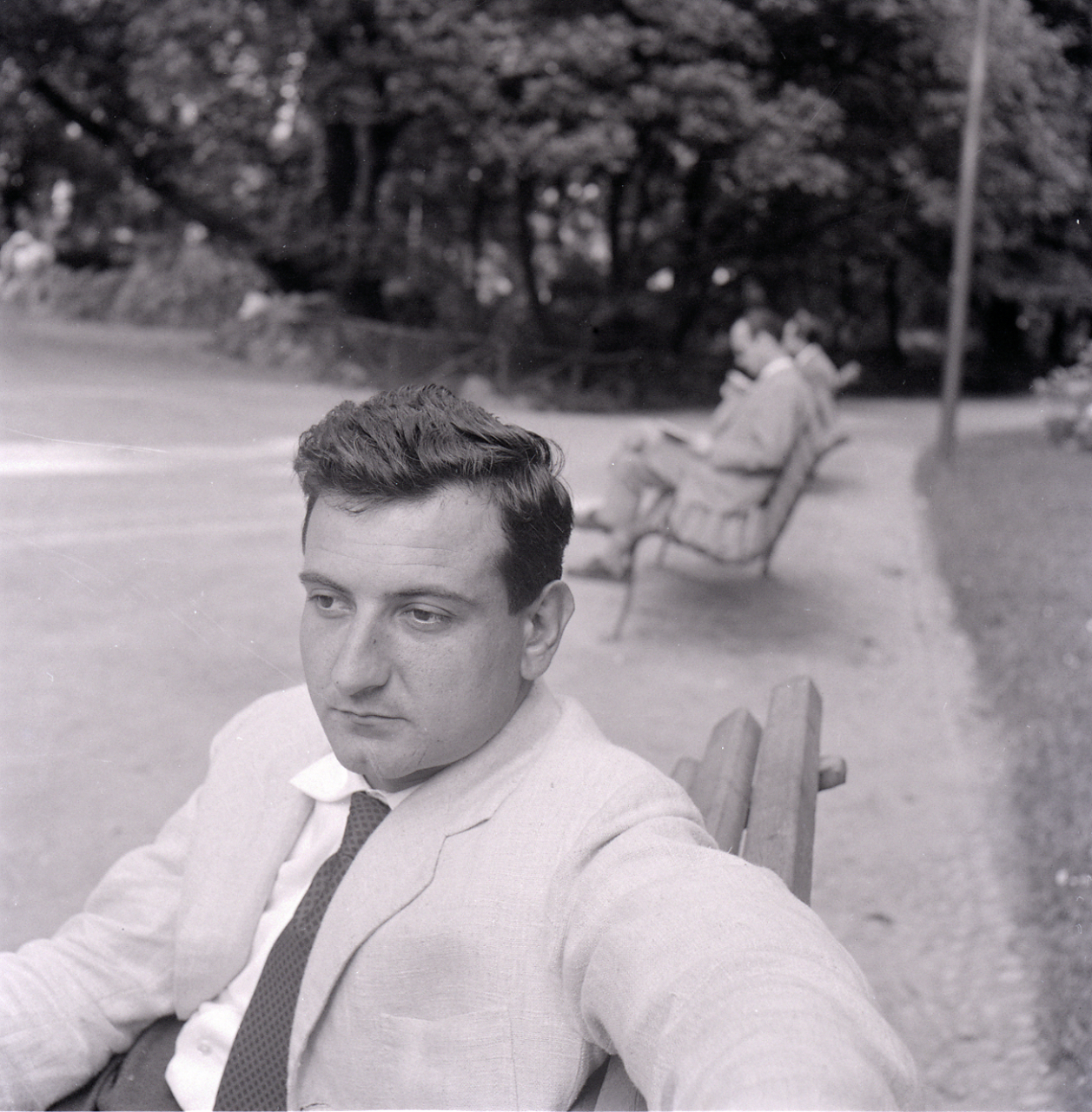
عکس گوفردو پاریسه توسط پائولو مونتی

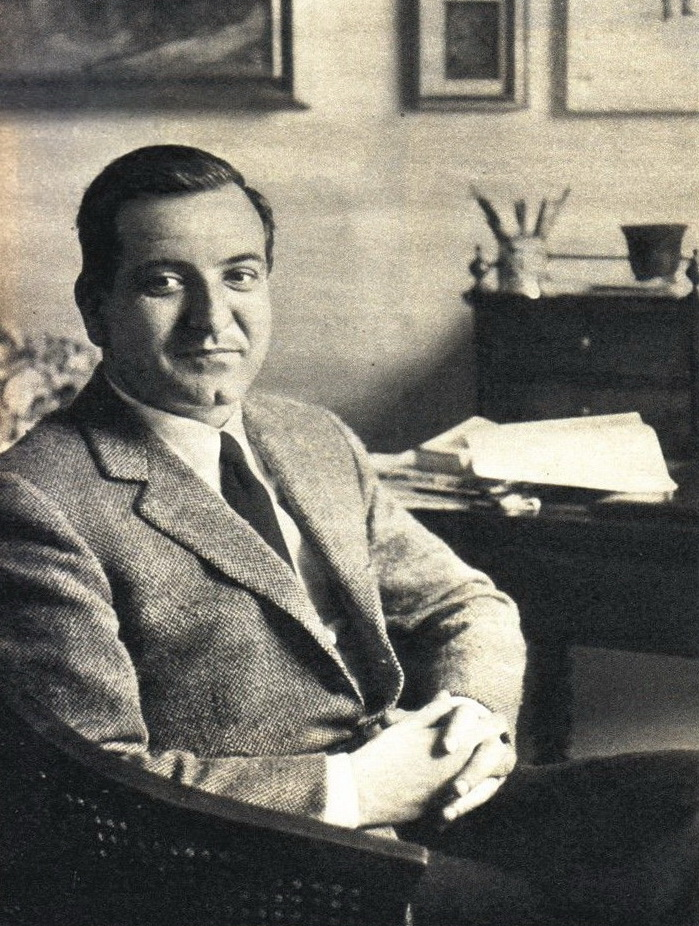
گوفردو پاریس، ۱۹۶۵

گوفردو پاریسه (به ایتالیایی: Goffredo Parise)؛ (۸ دسامبر ۱۹۲۹ در ویچنزا – ۳۱ اوت ۱۹۸۶ در ترویزو) نویسنده، روزنامه‌نگار و فیلمنامه‌نویس ایتالیایی بود. او در سال ۱۹۶۵ برای رمان ایل پادرونه (رئیس) جایزه ویارجو و در سال ۱۹۸۲ برای رمان سیلاباریو ان۲. جایزه استرگا را دریافت کرد.

## آثار
- پسر مرده و دنباله دارها ، ترجمه ماریان سیکونی، نیویورک: فارار، استراوس و یانگ، ۱۹۵۳
- دون گاستون و خانم ها، ترجمه. توسط استوارت هود ، نیویورک: ناپف، ۱۹۵۵
- رئیس ، ترجمه. توسط ویلیام ویور ، نیویورک: ناپف، ۱۹۶۶
- تنهایی ها، ترانس. نوشته ایزابل کوییگلی ، مقدمه ناتالیا گینزبورگ ، نیویورک: وینتیج، ۱۹۸۲
- Abecedary ، ترانس. توسط جیمز مارکوس، مارلبورو، Vt.: Marlboro Press، ۱۹۹۰
- بوی خون ، ترجمه شده توسط جان شپلی، ایوانستون، بیماری: مارلبورو مطبوعات/نورث وسترن، ۲۰۰۳[۴][۵]

## فیلم‌شناسی برگزیده
- Boccaccio '70 (۱۹۶۲)
- La cuccagna (۱۹۶۲)
- بی دقت (۱۹۶۲)
- آگوستینو (۱۹۶۲)
- اوگی، دومانی، دوپودومانی (۱۹۶۵)